# Дим Вітчизни
«Дим Вітчизни» (рос. «Дым Отечества») — радянський художній фільм 1980 року, кінорежисера Ярополка Лапшина.

## Сюжет
Фільм «Дим Вітчизни» присвячений рокам молодості Михайла Васильовича Ломоносова. У фільмі низкою проходять спогади про рідні Холмогори, рідну домівку, поморського народу, похорони матері, зв'язки з розкольниками, плавання з батьком по Двіні на судні «Архангел Михаїл»…

## У ролях
- Михайло Зимін —  Михайло Ломоносов
- Андрій Ніколаєв —  Михайло Ломоносов в молодості
- Ігор Фадєєв —  Михайло Ломоносов в дитинстві
- Петро Вельямінов —  Василь Ломоносов
- Володимир Самойлов —  Федір Важенін
- Ігор Лєдогоров —  старець Андрій
- Тамара Сьоміна —  Авдотья
- Дар'я Михайлова —  Авдотья в юності
- Настя Натфуліна —  Авдотья в дитинстві
- Тетяна Гончарова —  мачуха
- Віктор Шульгін —  Ермолаїч
- Володимир Піцек —  Некраско Ореф'єв
- Віталій Леонов —  візник
- Вадим Нікітін —  граф Разумовський
- Валентина Ананьїна —  Матвіївна
- Анатолій Голик —  прикажчик
- Євген Іловайський —  Глаук
- Юрій Леонідов —  священик
- Дмитро Шилко —  екзаменатор

## Знімальна група
- Автори сценарію: Володимир Акімов, Едуард Володарський
- Режисер: Ярополк Лапшин
- Оператор: Віктор Осенніков
- Художник: Юрій Істратов
- Композитор: Юрій Левітін